# 蓮見秀樹
蓮見 秀樹（はすみ ひでき）は、日本の実業家。日本ホテル株式会社・ホテルメトロポリタン丸の内取締役総支配人、ホテルメトロポリタン長野元代表取締役社長

## 人物・経歴
1984年、立教大学社会学部観光学科（現・観光学部）卒業。
2014年にホテルメトロポリタン副総支配人兼マーケティング部長を務め、2019年6月に、ホテルメトロポリタン長野代表取締役社長に就任。
日本ホテル・ホテルメトロポリタン丸の内取締役総支配人を務める。